# NGC 3828
NGC 3828 é uma galáxia espiral (S) localizada na direcção da constelação de Leo. Possui uma declinação de +16° 29' 16" e uma ascensão recta de 11 horas, 42 minutos e 58,3 segundos.
A galáxia NGC 3828 foi descoberta em 28 de Março de 1886 por Guillaume Bigourdan.